# Belasica
Belasica (serb. Беласица) ist ein Ort in der serbischen Gemeinde Kruševac.
Der Ort hat 402 Einwohner (Zensus 2002).